# 막부 (중국사)
막부(중국어: 幕府, 병음: mùfǔ)는 고대 중국에서 지방의 정무 혹은 서무 혹은 군무를 일정부분 자치적으로 처리하도록 관원들을 두고 설치했던 기구다. 막부를 설치하는 것을 개부(開府), 막부에 속한 관료를 막료(幕僚)라고 한다. 막부 제도는 한대부터 당대를 거쳐 오대시대까지 흥성하였고, 송대 이후로는 적어지고 명대에는 완전히 사라졌다. 그러다 청대에는 봉강대신이나 총독 같은 강한 권력을 가진 지방장관들이 등장하면서 사실상 막부체제가 부활한 것처럼 되었다.
막부가 비대화되어 황제와 조정의 권위를 침해할 정도가 되면 패부라고 한다.
고중세 중국에서는 한반도, 일본 등지의 이민족 군주들을 각종 “대장군”으로 책봉하였는데, 이는 막부체제의 개념의 연장에서 이민족 국가를 하나의 막부로 취급한 것이었다. 이에 따라 중국에 사신으로 파견된 이민족 조정의 관리는 그 막부의 막료로 취급되었다. 